# 김유정 (소설가)

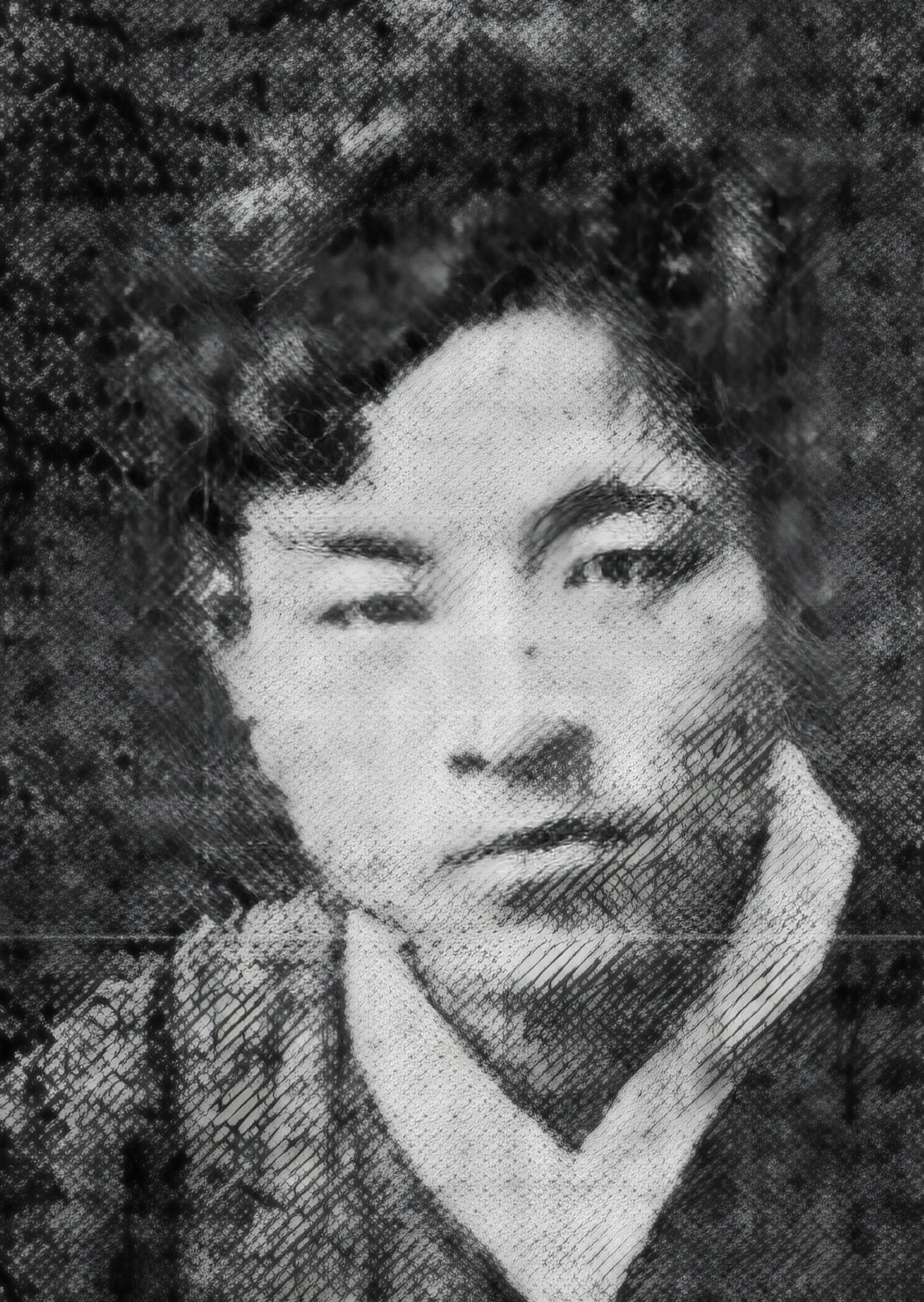
1934년 당시의 김유정 작가

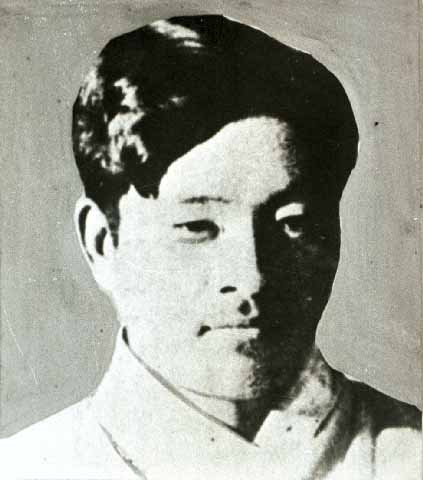
1935년 당시의 김유정 작가

김유정(金裕貞, 1908년 2월 12일 (음력 1월 11일) ~ 1937년 3월 29일)은 어언 5년간 남짓 동안의 문학 작가로 활약을 한, 일제 강점기 조선의 소설가 겸 수필가이자 시인이다. 본은 청풍이고, 대한제국 강원도 춘천군 신남면 증리에서 한성부 종로방 돈녕계 니동 토박이 집안의 후손으로 출생하였다.
대한제국 강원도 춘천군 신남면 증리에서 출생하여, 지난날 한때 대한제국 한성부 종로방 돈녕계 니동에서 잠시 유아기를 보낸 적이 있다. 1937년 3월 29일을 기하여 일제 강점기 조선 경기도 광주군 중부면 상산곡리에서 폐결핵으로 요절했다.

## 생애

### 가계
김유정의 본은 청풍(淸風)으로, 족보에는 조선 현종의 왕비 명성 왕후 김씨의 친정 아버지로 왕의 장인이었던 김우명, 그 김우명의 넷째 손자 도택(道澤)을 김유정의 직계 선조로 적고 있다. 김유정의 할아버지 익찬(益贊, 1845년 ~ 1909년)은 자를 자영(士英)이라 했으며, 1891년에 증광 진사시에 급제하여 통 사랑 행의 금부도사를 지냈다. 익찬의 아들인 춘식(春植), 즉 김유정의 아버지는 자를 윤주(允周)라 하였는데, 1894년에 식년 진사시에 급제하여, 사마좌 임금 부주사(司馬座任禁府主事), 예식 부주사, 궁내 부의관을 역임하였다.

### 출생지
김유정 작가는 한성부에서부터 강원도 춘천으로 건너온 아버지 김춘식과 어머니 청송 심씨 사이에서 2남 6녀 가운데의 일곱째로 태어났다.
김유정의 고향은 실레마을로 알려져 있으며, 지금의 경춘선 신남역(2004년 김유정역으로 변경)이 있는 이 곳은 김유정 작가의 선대 집안이 몇 대에 걸쳐 터를 잡고 살아온 곳이기도 했다. 흔히 김유정 작가의 출생지를 춘천으로 보는 것과는 달리, 오히려 김유정의 셋째 누나였던 김유경 씨는 김유정의 출생지가 서울 진골(지금의 종로구 운니동)이었다고 증언하고 있으며, 현재 실레마을의 주민들 가운데 김유정 작가가 춘천에서 태어났음을 증언하는 사람은 없다. 전상국은 대대로 춘천의 실레마을에서 터를 잡고 살았던 김유정의 선대가 춘천 의병이 잇따라 봉기하던 구한말 경술국치 때 서울에 집을 마련하여 식솔들을 그 곳으로 이주시켰고 김유정도 이 무렵에 태어났을 가능성을 제기하였다.(혹은 일본의 재산 몰수를 피하기 위해서였다고도 한다.)
한편 김유정 본인은 자신의 고향을 춘천으로 생각하여, 〈오월의 산골작이〉라는 수필에서 "나의 고향은 저 강원도 산골이다. 춘천읍에서 한 20리가량 산을 끼고 꼬불꼬불 돌아 들어가면 내닷는 조고마한 마을이다. 앞뒤 좌우에 굵찍굵찍한 산들이 빽 둘러섰고 그 속에 묻친 안윽한 마을이다. 그 산에 묻친 모양이 마치 옴푹한 떡시루 같아 하야 동명을 실레라 부른다.(중략)주위가 이렇게 시적이니만치 그들의 생활도 어데인가 시적이다. 어수룩하고 꾸물꾸물 일만하는 그들을 대하면 마치 딴 세상 사람을 보는 듯하다.

### 유년기
김유정의 어머니는 김유정을 낳은 뒤 딸 하나를 더 낳고, 그가 만으로 일곱 살이 되던 1915년 3월 18일에 그만 병으로 세상을 떠났으며, 아버지도 2년 뒤 1917년 5월 23일에 세상을 떠났다. 아버지가 죽은 뒤 집안 살림을 도맡게 된 형 김유근 씨는 집안에 여자들을 끌어들이는 등 방탕한 짓을 일삼아서 가세는 기울었고, 진골에서 관철동으로, 다시 숭인동, 관훈동, 청진동 등으로 옮겨 다니게 되었고 그때마다 집의 규모도 줄어들었다.(이러한 김유근 씨의 모습은 훗날 김유정 자신의 단편 소설 〈형〉에  한 모티브가 되었다고 알려져 있다.)
1916년부터 1919년 봄까지 김유정은 4년 동안 이웃 글방에 다니며 《천자문》, 《계몽편》, 《통감》 등을 배우고, 붓글씨를 익혔다. 만 12세에 강원도 춘천 에울입월초등학교 이듬해 3학년으로 월반한 뒤에 4학년으로 졸업할 정도로 그의 성적은 우수한 편이었으며, 1923년 4월 9일에는 경성휘문고등보통학교(5년제)에 검정으로 입학하였다. 휘문고보에 입학하면서 김유정은 이름을 잠시 나이(羅伊)로 바꾸었다가 3학년 때 다시 본래 이름으로 되돌렸다. 숭인동 80번지로 다시 이사하였는데, 휘문고보에서 안회남(신소설 《금수회의록》의 저자 안국선의 아들)과 친하게 지냈으며, 야구 · 축구 · 스케이팅 · 권투 · 유도 등의 스포츠와 소설 읽기, 영화 감상, 바이올린 연주 등 다양한 취미활동을 즐겼던 것으로 알려져 있다. 아무리 운동장에서 투포환을 가슴에 맞고도 끄떡하지 않을 정도였던 그는 교내에 하모니카 서클을 만들기도 했으며, 3학년 때 몸이 좋지 않아 1년 휴학하고 집에서 쉴 즈음, 당시 단성사 개관기념 행사에서 단상에 올라 하모니카 독주를 하기도 했다.

### 청년기
김유정이 스무 살이 되던 해에, 형 김유근은 마침내 서울에서의 가산을 모두 탕진하고, 김유근 자신의 아내와 자식들도 남겨둔 채로 춘천 실레마을로 낙향해 버렸다. 형으로부터의 생활비와 학비 보조를 받지 못하게 된 김유정은 봉익동에서 적십자 병원 의사 일을 하던 삼촌집에 잠시 머무르다 곧 누나들과 형수의 집을 전전했고 이때부터 경제적 어려움을 겪기 시작했다. 특히 휘문고보 재학 시절부터 치질을 앓게 된 김유정은 삼촌의 도움으로 수술을 받게 된 뒤에도 늑막염이나 폐결핵 등의 병이 연속적으로 발생하여, 친구 안회남에게 "가슴이 뜨끔뜨끔 아프다"고 하소연하기도 했다고 한다. 21세 때 휘문고보를 졸업(제21회)한 김유정은 이듬해인 1930년 4월 6일에 경성연희전문학교 문과에 입학했으나, 두 달 만인 6월 24일에 학교에서 제적당하고 중퇴하고 만다. 제적 사유에 대해서는 퇴학자 명단에만 기록이 있을 뿐 상세한 기록이 없지만, 대체로 수업 일수를 제대로 채우지 못했을 가능성이 지적된다.
휘문고보를 졸업하던 해에 김유정은 4살 연상의 기생 박록주를 보고 한눈에 반해 짝사랑하게 되었는데, 밤새워 편지를 써서 보내는가 하면 혈서를 써서 전하기도 하고, 선물도 보냈지만 번번이 되돌아왔으며, 직접 찾아가 구애하기도 하고 박록주가 나가는 요정 앞에서 밤새워 기다렸다가 인력거에 탄 그녀를 끌어내려 죽이겠다고 협박까지 했다. 2년 가까이 지속된 김유정의 병적인 짝사랑은 끝내 이루어지지 않았고, 괴로워하던 김유정은 어느 날 갑자기 형 김유근이 있는 고향 춘천으로 내려갔다. 앞서 김유근에게 병 치료와 생활비를 요구했지만 거절당한 상황에서 마침 둘째 누이의 동거남이었던 매형 정씨의 부추김을 받아, 집안의 남은 재산까지 탕진하고 있는 형 김유근을 상대로 재산 분배 소송을 내기 위한 낙향이었지만, 춘천에서 김유정은 고향의 순박한 정취와 가난한 당시 농민들의 삶을 직접 체험할 기회를 갖게 되었다.

### 브나로드 운동
춘천에서 김유정은 자신보다 나이가 많은 들병이(이리저리 떠돌며 술을 파는 여자)들을 찾아다니며 술에 빠져 살았다고 한다. 대학 공부에 대한 미련으로 1931년 다시 상경한 김유정 작가는 경성보성전문학교에 입학했지만 그곳에서도 곧 퇴학하고 말았고, 첫째 매형 정씨의 주선으로 병도 휴양할 겸 충청도의 어느 광업소 현장감독으로 내려가게 되지만, 이곳에서조차 광부들과 어울려 매일 술만 먹다가 결국 건강만 더 악화된 채 서너 달 만에 고향 실레마을로 돌아왔는데, 이곳에서의 경험은 훗날 그의 소설 〈금 따는 콩밭〉, 〈노다지〉, 〈금〉 등의 모티브가 되었다.
고향에서 1930년부터 1932년까지, 1년 7개월을 머무르면서 김유정은 마을 청년들을 모아 농우회와 부인회 등을 조직하고, 고향집 언덕받이에 움막을 짓고 옛날 자신의 마름집 아들이었던 조명희나 조카 김영수(김유근의 아들) 등과 뜻을 함께 하여 『동아일보』의 농촌계몽운동 교육교재로 야학을 여는 등 본격적인 농촌계몽운동을 벌였다. 춘천문화방송에서 김유정의 탄생 100주년을 기념하여 제작한 다큐멘터리에 의하면, 김유정은 민중들을 사랑하여, 명문집안의 자손인 자신보다 신분이 낮은 소작인들에게도 존댓말을 하였다고 한다. 김유정이 조직한 농우회는 뒤에 '금병의숙'이라는 이름으로 고쳐 간이학교로서 인가를 받은 뒤 학생들을 모아 가르쳤으며, 지금엔 그곳에 면에서 운영하는 마을회관이 서있고 그 옆에 김유정의 뜻을 기리는 기적비가 세워져 있다. 방송통신대학교 국어국문학과 4학년 2학기 문학답사 형식 수업인 《국문학연습》에 의하면, 김유정 작가가 농촌계몽운동을 한 살레마을에서는 살레 사회복지관을 운영함으로써 빈곤과 빈곤한 부모의 무지로 인해 배움에서 소외된 가난한 농민들의 자녀들과 함께 하고자 했던 김유정 작가의 뜻을 이어받고 있다.
1932년 6월 15일에 김유정은 자신의 첫 작품인 〈심청〉을 탈고하였다(이 작품은 4년 뒤인 1936년 조선중앙일보사 발간 『중앙』지에 발표되었다).
한편 김유근은 고향 춘천에서도 가산을 완전히 정리한 뒤, 그곳에 있던 조상의 무덤까지 파서 화장해버렸다. 형으로부터 '청산된 금액의 1/30' 만큼의 돈을 얻은 김유정은 1933년 다시 서울로 올라와, 둘째 누나의 집에 얹혀 살게 되었다. 이때 김유정은 늑막염이 악화된 상태였고 병원에서는 폐결핵 진단까지 받게 되었다. 여기에 당시 공장일로 겨우 생계를 유지하던 누나의 히스테리 증세에 그 누나에게 얹혀 사는 건달이나 다름없는 매형 정씨에 대한 미움까지 겹쳤는데, 이것은 훗날 김유정의 문학세계에도 적지 않게 영향을 준 것으로 알려져 있다.

### 문단 생활
이미 단편 소설 '소낙비'로 1935년 《조선일보》에 당선되기 2년 전에, 김유정은 〈산골 나그네〉라는 소설을 개벽사의 문예지 『제일선』에 발표하였다. 이 〈산골 나그네〉는 김유정이 춘천에 있을 때, 팔미천에서 목욕을 하고 돌아오다 길가 오막살이에 살던 돌쇠라는 사람의 집에서, 돌쇠어멈으로부터 그 집에 며칠 머물다 도망친 어떤 들병이 여자에 대하여 들은 이야기를 토대로 지은 것이었다고 한다. 같은 해에 〈총각과 맹꽁이〉(『신여성』 9월호), 〈흙을 등지고〉 등을 발표했지만, 이들 소설은 그렇게 좋은 반응을 얻어내지는 못하던 차에 1934년 말에 『조선일보』와 『조선중앙일보』, 『동아일보』등 세 개의 신문사에 나란히 소설을 응모하였고 그 가운데 『조선일보』에 응모했던 〈소낙비〉는 1등, 『조선중앙일보』에 응모했던 〈노다지〉가 가작으로 당선되면서 비로소 문단 활동을 시작하게 된 것이다.
등단한 해에 김유정은 자신의 생에 대표작이라 불릴 작품 대부분을 발표하였다. 〈금 따는 콩밭〉 · 〈금〉 · 〈떡〉 · 〈만무방〉 · 〈산골〉 · 〈솟〉 · 〈봄봄〉 · 〈안해〉 등의 단편 10편과 수필 3편이 그가 등단한 바로 그 해에 쏟아져 나왔는데, 춘천에서 보고 느꼈던 고향의 정취와 농민들의 곤궁한 생활, 그 자신의 개인적인 불행에서 체험한 감상 등이 그의 소설의 주요 모티프였다. 문단에 이름을 올린 김유정과 절친했던 문우(文友)로는 휘문고보 때부터의 동창이었던 안회남 말고도, 사직동의 매형집에 살 때부터 앞뒷집에 살며 김유정의 생활에 물심양면으로 도움을 주었던 이석훈도 있었고, 이석훈의 소개로 구인회에 가입한 뒤에 알게 된 이상(李箱)도 있었다. 1947년에 똑같이 〈남생이〉라는 작품으로 『조선일보』에 등단한 현덕(玄德)도 김유정의 문우였다.
1934년에 김유정은 사직동에서 혜화동으로 이사하였고, 누나의 집에서 식객살이를 시작했다. 김유정에게는 무수히 많은 원고 청탁이 쏟아져 들어왔고, 김유정 자신도 약값을 벌기 위해 청탁이 오는 대로 글을 썼지만 그나마도 돈이 생기면 술값으로 써버리기 일쑤였다. 《여성》이라는 잡지에 자신이 기고했던 〈어떠한 부인을 맞이할까〉라는 글과 나란히 실린 박봉자(시인 박용철의 여동생)의 글을 읽게 된 김유정은 다시 얼굴도 모르는 박봉자라는 여인을 향해 무려 31통에 달하는 구애의 편지를 썼지만, 답장은 한 통도 오지 않았을 뿐 아니라 얼마 뒤 김유정 자신도 잘 알고 지낸 평론가 김환태와 박봉자가 약혼을 했으며 곧바로 결혼했다는 비극적인 소식만 듣게 되었다.

### 죽음
1936년 가을부터 겨울까지 김유정은 형수가 사는 단칸 셋방에 함께 살며 폐결핵이 더욱 악화되어 고생하였다. 경기도 광주군에 있는 다섯째 매형 유세준(다섯째 누나인 김유흥의 남편)의 집으로 내려가면서도 자신의 조카 김진수를 데리고 갈 정도로 조카에 대한 애정을 쏟았던 김유정은 1937년 3월 18일에 방안에 커튼을 치고 촛불을 켜놓고 글을 썼는데, 친구 안회남 앞으로 남긴 〈필승전〉이라는 제목의 이 글에서 김유정은 최후의 순간까지도 삶에 대한 의지를 놓지 않고 있다.
필승아
 나는 날로 몸이 꺼진다. 이제는 자리에서 일어나기조차 자유롭지 못하다. 밤에는 불면증으로 하여 괴로운 시간을 원망하고 누워있다. 그리고 맹렬이다. 아무리 생각하여도 딱한 일이다. 이러다가는 안 되겠다. 달리 도리를 채리지 않으면 이 몸을 일으키기 어렵겠다.
 필승아
 나는 참말로 일어나고 싶다. 지금 나는 병마와 최후 담판이라 흥패가 이 고비에 달려 있음을 내가 잘 안다. 나에게는 돈이 시급히 필요하다. 그 돈이 없는 것이다.
 필승아.
 내가 돈 백원을 만들어볼 작정이다. 동무를 사랑하는 마음으로 네가 조력하여 주기 바란다. 또다시 탐정소설을 번역하여 보고 싶다. 그 외에는 다른 길이 없는 것이다. 허니 네가 보던 중 아주 대중화되고 흥미 있는 걸로 한둬 권 보내주기 바란다. 그러면 내 50일 이내로 번역해서 너의 손으로 가게 하여주마. 허거든 네가 적극 주선하여 돈으로 바꿔서 보내다오.
 필승아.
 물론 이것이 무리임을 잘 안다. 무리를 하면 병을 더친다. 그러나 그 병을 위하여 엎집어 무리를 하지 않으면 안 되는 나의 몸이다.
 그 돈이 되면 우선 닭을 한 30마리 고아 먹겠다. 그리고 땅군을 들여, 살모사 구렁이를 십여 마리 먹어보겠다. 그래야 내가 다시 살아날 것이다. 그리고 궁둥이가 쏙쏙구리 돈을 잡아먹는다. 돈, 돈, 슬픈 일이다.
 필승아.
 나는 지금 막다른 골목에 맞딱뜨렸다. 나로 하여금 너의 팔에 의지하여 광명을 찾게 하여다우.
 나는 요즘 가끔 울고 누워있다. 모두가 답답한 사정이다. 반가운 소식 전해다우.

1937년 3월 29일 아침 6시 30분에 김유정은 만 29세로 폐결핵으로 숨을 거두었다.
김유정의 유해는 가족에 의해 광주에서 서울 서대문 밖의 홍제동 화장터(현재의 서울고은초등학교 부지, 현재 화장장은 벽제로 이전)로 옮겨져 화장되었다.

## 주요 작품
- 《산골 나그네》
- 《소낙비》
- 《금 따는 콩밭》
- 《봄봄》
- 《동백꽃》
- 《만무방》
- 《떡》

## 작품 특징
김유정의 소설은 인간에 대한 훈훈한 사랑을 예술적으로 재미있게 다루고 있다는 데 묘미가 있다. 많은 사람을 한 끈에 꿸 수 있는 사랑, 그들의 마음과 마음을 서로 따뜻하게 이어주는 사랑을 우리의 전통적인 민중예술의 솜씨로 흥미롭게 그리고 있는 것이다. 하지만 민중에 대한 사랑에 뿌리를 둔 민중적 성격의 문학이라고 해서, 그의 작품들이 한갓 통속적 흥미나 저급한 희극성에 매달려 있는 것은 아니다. 김유정의 소설들은 흔히 인물들의 어리석음이나 무지함이 웃음을 자아내게 하는 일면에서 그것은 바로 그들 자신의 가난하고 비참한 실제 삶과 이어져 진한 슬픔을 배어나게 하는, 말하자면 해학과 비애를 동반하는 특징을 지니고 있다.

### 영향받음
소년 시절 김유정은 바이런 시집을 늘 갖고 다녔다. 자신의 조카에게는 《죄와 벌》, 〈가난한 사람들〉, 〈귀여운 여인〉, 〈외투〉같은 러시아 작가의 작품들과 《마리아와 광대》, 《홍당무》, 《아Q정전》같은 작품을 권했다.
작가가 된 김유정은 독서설문조사에서 감명깊게 읽은 작품으로 《홍길동전》과 제임스 조이스의 《율리시스》를 들었다. 《홍길동전》은 인류 사회에 큰 역할을 가져오기에 예술적 가치를 가진 작품이지만, 에밀 졸라의 《나나》는 독자를 졸게 하고 《율리시스》는 하품을 하게 한다고 평하기도 했다. 구인회 회원인 조용만에 의하면 김유정은 이광수와 이효석 뿐만 아니라 로렌스, 맨스필드의 작품을 좋아했다. 또한 같은 구인회 회원인 이태준에 대해서는 어떤 경쟁의식 같은 것을 느꼈다. 그 외에도 김유정은 니체의 초인설, 맬서스의 《인구론》, 크로폿킨의 《상호부조론》, 마르크스의 《자본론》과 같은 사회과학 서적들도 언급하고 있는 것으로 보아 그의 독서는 광범위한 부분에 걸쳐 있었으며, 이들은 모두 그의 작품 창작에 영향을 끼친 것으로 보인다.

## 김유정문학촌
김유정문학촌은 소설가 김유정의 사상과 문학을 기리기 위해 생가를 복원하고 전시관을 지어 2002년 8월 6일에 설립한 문학관으로 춘천시가 2002년 8월 일반시민들에게 김유정의 삶과 문학을 조금 더 가까이 소개하기 위해 설립되었다.

## 가족 관계
- 아버지 : 김춘식(金春植, 1874년[8] ~ 1915년), 자는 윤주(允周), 1894년 식년시 진사시 급제[9], 예식부주사[10], 궁내부의관 역임[11]
- 어머니 : 청송 심씨(靑松沈氏, 1870년 ~ 1915년)[12]
- 형 : 김유근
- 누이 : 김유영

## 인간 관계
- 안회남(安懷南) : 휘문고보 시절부터 알고 지낸 친구였다.
- 이석훈(李石薰) :안회남의 소개로 알게 된 친구였다. 김유정이 사직동의 매형 집에서 살 때 앞뒷집에서 살면서 유정의 성격이나 가정환경을 잘 알고 있었던 그는 김유정을 자신이 나가는 방송국에 출연시키는 등 김유정의 생활을 돕기 위해서 애를 많이 써주었으며, 소설가 이상을 소개시켜 준 사람이다. 한국 전쟁 때 납북되었다.
- 이상(李箱) : 소설가이자 시인. 김유정에게 같이 동반자살하자고 권유하였으나 그는 이 제안을 거절하였다.[13] 1937년 3월 29일 김유정이 이상보다 한 달 먼저 병으로 사망하였다.
- 현덕(玄德) : 동화작가. 김유정이 창신동, 신당동, 효제동으로 셋방살이를 전전할 때, 악화되는 병을 고치고 술도 끊게 해줄 생각으로 정릉 골짜기의 어느 암자에 있을 때부터 그를 찾아와 위로해 주었던 문우였으며, 김유정이 병이 악화되어 서울을 떠나 경기도 광주로 갈 때도 차부까지 전송해 주었고 김유정의 죽음을 가장 먼저 안회남에게 알려준 사람이기도 했다. 또한 김유정이 생전에 집필하던 〈두포전〉을 다 마치지 못하고 숨을 거둔 뒤, 미완으로 끝난 〈두포전〉의 뒷부분을 완성시킨 인물이기도 하다.

## 같이 보기
- 김유정역